# U-151
O Unterseeboot 151 foi um submarino alemão que serviu na Kriegsmarine durante a Segunda Guerra Mundial. Não chegou a realizar nenhuma patrulha de guerra já que atuava como um submarino de treinamentos.
Foram abertos buracos em seu casco para afundar no dia 2 de Maio de 1945 no Raederschleuse em Wilhelmshaven.

## Comandantes
| Comandante                    | Data                                         |
| ----------------------------- | -------------------------------------------- |
| Kptlt. Hans Oestermann        | 15 de Janeiro de 1941 - 21 de Julho de 1941  |
| Gustav-Adolf Janssen          | 22 de Julho de 1941 - 15 de Novembro de 1941 |
| Oblt. Kurt Eichmann           | 16 de Novembro de 1941 - Setembro de 1942    |
| Paul Just                     | Setembro de 1942 - Maio de 1943              |
| Oblt. Karl-Erich Utischill    | Maio de 1943 - 31 de Agosto de 1944          |
| Oblt. Graf Ferdinand von Arco | 1 de Setembro de 1944 - 2 de Maio de 1945    |

## Carreira

### Subordinação
| 15 de Janeiro de 1941 - 21 de Julho de 1941 | 24. Unterseebootsflottille |
| 22 de Julho de 1941 - 1 de Março de 1945    | 21. Unterseebootsflottille |
| 1 de Março de 1945 - 2 de Maio de 1945      | 31. Unterseebootsflottille |